# Клеттбах
Клеттбах (нім. Klettbach) — громада в Німеччині, розташована в землі Тюрингія. Входить до складу району Ваймарер-Ланд. Складова частина об'єднання громад Краніхфельд.
Площа — 15,23 км2. Населення становить 1292 ос. (станом на 31 грудня 2021).

## Галерея

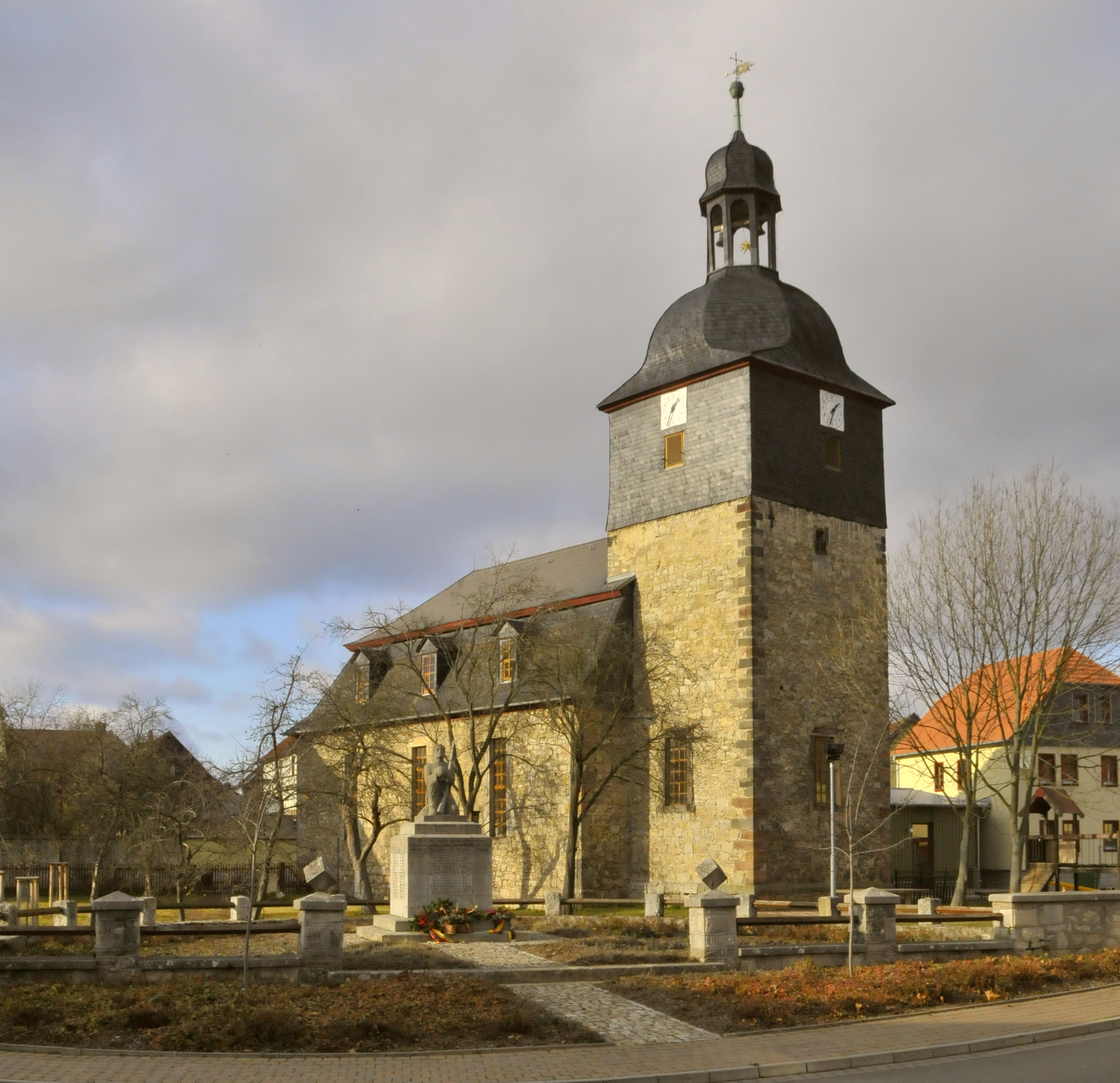
links
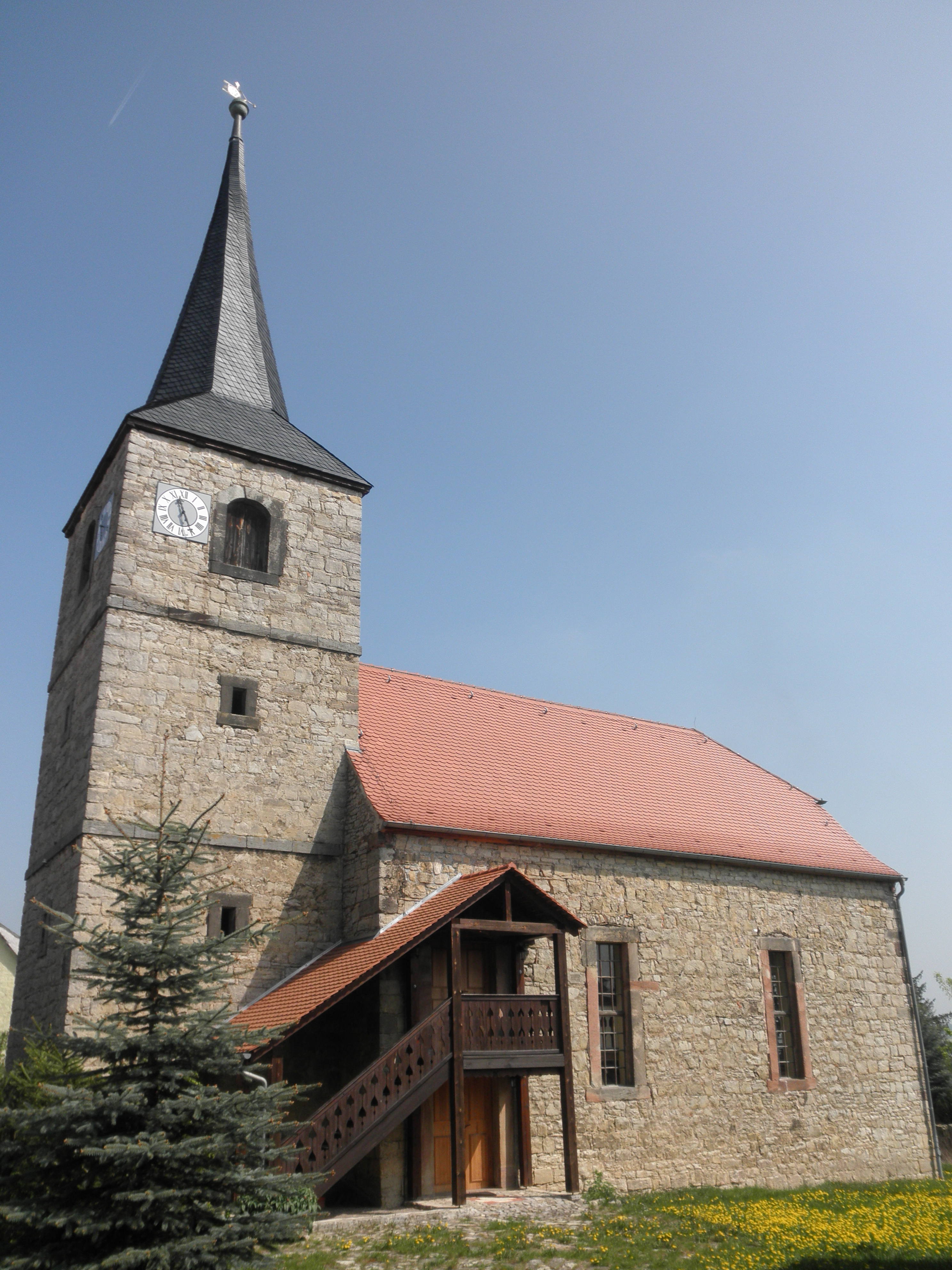
links